# Kristoffer Nyrop
Kristoffer Nyrop (né le 11 janvier 1858 à Copenhague, mort le 13 avril 1931 ibid.) est un romaniste danois.

## Sa vie
Voyant leur fils particulièrement doué pour les études, ses parents auraient voulu qu'il devînt pasteur et furent très choqués de voir qu'il s'intéressait surtout à la littérature française, symbole pour eux d'immoralité ; mais leur fils persista et fit ses études à Copenhague et à Paris (auprès de Paul Meyer et de Gaston Paris) et visita la Suisse, la France et l'Italie. En 1878, il publia son premier article scientifique à l'âge de 20 ans. En 1886, il passa son doctorat sous la direction de Vilhelm Thomsen avec une thèse intitulée Adjektivernes Kønsbøjning i de romanske Sprog. De 1894 à 1928 il fut le successeur de Thor Sundby (1830-1894) comme professeur de langue et de littérature françaises à l'Université de Copenhague.
Passionné par les langues latines il publia une série d'anthologies, Lectures françaises (1890-1891), La Espana moderna (1892), Prose e pœsie italiane (1898) et s'intéressait aussi au roumain et au provençal. Il ne dédaignait pas pour autant le monde nordique et fit paraître sur cette question d'innombrables articles consacrés au folklore, à l'histoire culturelle et à l'étymologie.
Très tôt paralysé du bras droit, il perdit la vue en 1905 mais, servi par sa prodigieuse mémoire, il n'en continua pas moins ses recherches scientifiques grâce à une équipe d'assistants où se retrouvaient ses étudiants, ses collègues et ses amis. Ils écrivaient sous sa dictée.
En 1912 il devint correspondant de l'Académie de inscriptions et belles-lettres et en 1920 membre associé ; en 1922 l'Académie royale de langue et de littérature françaises de Belgique l'admit comme membre étranger. Le Tome I de son Histoire générale de la langue française, consacré à la Phonétique historique lui valut le Prix Diez et le Prix Saintour.
Outre son travail scientifique, il publia des prises de position engagées sur des questions de son temps. Pendant la Première Guerre mondiale il ne cessa de dénoncer l'impérialisme allemand.

## Son œuvre
L'ouvrage le plus important de Nyrop est sa Grammaire historique de la langue française en 6 volumes. Copenhague, Leipzig, Paris 1899-1930 (Réédition à Genève en 1979) - Prix Saintour de l’Académie française en 1917.
- Histoire générale de la langue française. Phonétique historique (1899)
- Morphologie (1903)
- Formation des mots (1908)
- Sémantique (1913)
- Syntaxe. Noms et pronoms (1925)
- Syntaxe. Particules et verbes (1930)

### Autres ouvrages
- Zur rumänischen Lautgeschichte, in : Nordisk Tidskrift for Filologi, 1878, S. 72-78
- (Édité en collaboration avec Émile Picot [1844-1918]) Nouveau recueil de farces françaises des XVe et XVIe siècles, Paris 1880, Genève 1968
- Sprogets vilde skud. Populaere strøbemaerkninger om misforståede ord i daglig tale, Copenhague 1882
- Den oldfranske Heltedigtning, Kopenhagen 1883 (italienisch : Storia dell'epopea francese nel medio evo, Florenz 1886, Turin 1888)
- Romanske mosaiker. Kulturbilleder fra Rumaenien og Provence, Copenhague 1885
- Adjectivernes Konsbøjning i de romanske Sprog, med en indledning om lydlov og analogi, Kopenhagen 1886
- Kortfattet spansk Grammatik, Copenhague 1889, 1894
- Nej. Et motivs historie, Copenhague 1891
- En teaterforestilling i middelalderen, Copenhague 1892
- (Édit.) Bernhard Severin Ingemann, Holger Danske. Et Digt i fem Sangkredse med oplysninger, Copenhague 1893
- Kortfattet fransk lydlaere til brug for laerere og studerende, Copenhague 1893 (französisch: Manuel phonétique du français parlé, Copenhague 1902, 5. édition 1934; englisch: Spoken French : a phonetic manual, New York 1927)
- Lærebog i det italienske Sprog, udarbejdet til Selvstudium og Undervisning, Copenhague 1896
- Kysset og dets historie, Copenhague 1897 (en anglais : The kiss and its history, Londres 1901)
- Kortfattet italiensk Grammatik, Copenhague 1897
- Prose e poesie italiane scelte e annotate, Copenhague 1898
- Ordenes Liv, 6 vol., Copenhague 1901-1934 (en allemand : Das Leben der Wörter, Leipzig 1903, 1923)
- Italien og Krigen, Copenhague 1905
- Gaston Paris, Copenhague 1906
- Den evige jøde, Copenhague 1907
- Fortids Saga og Sange, Copenhague 1907-1909, 1933
- Fransk Verselære i Omrids, Copenhague 1910
- Philologie française, 2e édition, Copenhague/Paris 1915
- Frankrig, Copenhague 1915, 1916, 1919 (en français : France, Paris 1916; en suédois: Frankrike, Lund 1916; en anglais : France, Londres 1917; en néerlandais : Frankrijk. Vertaald uit het deensch met een Voorbericht van J.J. Salverda de Grave, Leyde; en islandais, Reykjavik 1917)
- Er Krig Kultur? Guerre et civilisation, Paris 1917 *Is war civilization?, London, New York 1917 ; en suédois : Stockholm 1917
- L' Arrestation des professeurs belges et l'université de Gand, Lausanne/Paris 1917,
- The imprisonment of the Ghent professors, a question of might and right; my reply to the German legation in Stockholm, London New York 1917
- Die verhafteten Professoren und die Universität in Gent; eine Frage von Macht und Recht, mit Antwort an die deutsche Legation in Stockholm, Lausanne 1917
- Kongruens i fransk, Copenhague 1917
- Etudes de grammaire française, 7 vol., Copenhague 1919-1929
- Talt og skrevet, Copenhague 1931
- Linguistique et histoire des mœurs. Mélanges posthumes, traduction par Emmanuel Philipot [1872-1950], Paris 1934

## Source et références
- (de) Cet article est partiellement ou en totalité issu de l’article de Wikipédia en allemand intitulé « Kristoffer Nyrop » (voir la liste des auteurs).
- Éloge funèbre de M. Kristoffer Nyrop, associé étranger de l'Académie
- Kristoffer Nyrop sur le site de l'Académie royale de langue et littérature françaises de Belgique.

## Liens Internet
- Notices d'autorité :   - VIAF
  - ISNI
  - BnF (données)
  - IdRef
  - LCCN
  - GND
  - CiNii
  - Pays-Bas
  - Pologne
  - Israël
  - NUKAT
  - Catalogne
  - Suède
  - Vatican
  - Norvège
  - Tchéquie
  - Grèce
  - Corée du Sud
  - WorldCat
- (da) (avec une image) Kristoffer Nyrop